# سالزگیتر
سالزگیتر (انگلیسی: Salzgitter AG) شرکت فولاد آلمانی است، که در زمینه تولید محصولات فولادی، لوله و تیوبینگ، سیستم‌های بسته‌بندی و تجارت فولاد فعالیت می‌نماید.
شرکت سالزگیتر در سال ۱۹۳۷ تأسیس شد. ظرفیت تولید فولاد این شرکت بالغ بر ۷ میلیون تن در سال می‌باشد. دفتر مرکزی این شرکت در شهر زالتسگیتر، نیدرزاکسن قرار دارد و بخشی از سهام آن در بازار بورس فرانکفورت معامله می‌شود.